# 德韋利耶

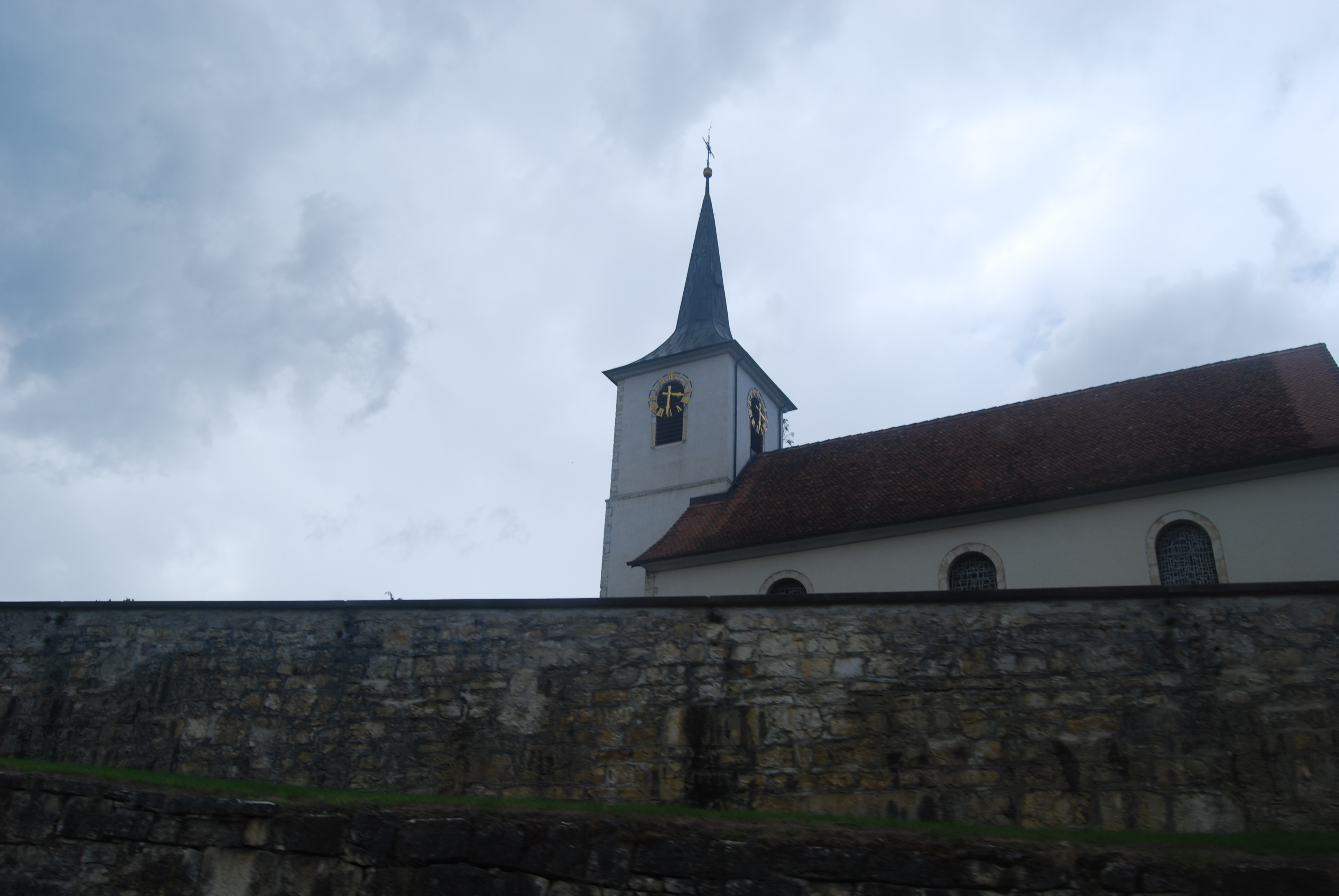

德韋利耶是瑞士的城鎮，位於該國西北部，由汝拉州負責管轄，面積12.47平方公里，海拔高度477米，2018年人口1,354，七成半人口信奉羅馬天主教，人口密度每平方公里109人。

## 歷史
有關德韋利耶的最早記載（Divilier）可以追朔到1139年。

## 地理
截至2014年，德韋利耶的面積為12.47平方（4.81平方英里）。其中，5.84平方（2.25平方英里）（46.8%）為農業用地，5.42平方（2.09平方英里）（43.5%）為林區，1.12平方（0.43平方英里）（9.0%）為建築物與基礎設施，水域面積為0.01平方（2.5英畝）（0.1%），0.03平方（7.4英畝）（0.2%）為貧瘠的土地。

德韋利耶的鳥瞰圖，拍攝於1953年

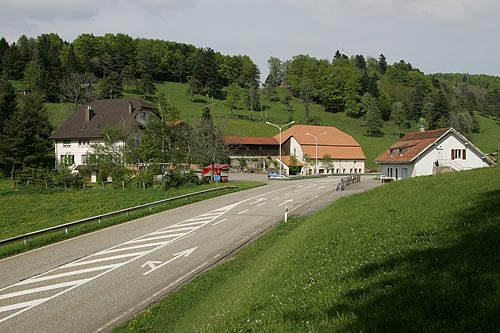
Rangier山口

在建築物與基礎設施中， 房屋等建築物佔全鎮面積的4.1%，交通基礎設施站3.5%。在林區中，密林面積佔全鎮面積的41.1%，果樹林或其他林區佔2.3%。在農業用地中，莊家耕種面積佔全鎮面積的18.9%，牧場（不含高山牧場）佔18.4%，高山牧場佔9.0%。城鎮內的水域都是活水。
德韋利耶位於德萊蒙－波朗特呂公路上，屬德萊蒙區管轄。德韋利耶包含兩個村莊（Develier和Develier-Dessus），與巴斯庫爾、庫費夫爾、庫泰特勒、德萊蒙、布里尼翁和博埃庫爾接壤。

## 經濟
截至2010年，德韋利耶的失業率為5.2%。2017年的數據顯示全鎮就業人數為588人，其中有48人，18個企業從事第一產業；有218人，26個企業從事第二產業。322人，64個企業從事第三產業。
截至2017年，德韋利耶約有488個全職工作。其中32個為第一產業，195個為第二產業，261個為第三產業。

## 外部連結
- 德韋利耶在線上《瑞士歷史辭典》中的德文、法文或版詞條。